# Tonie

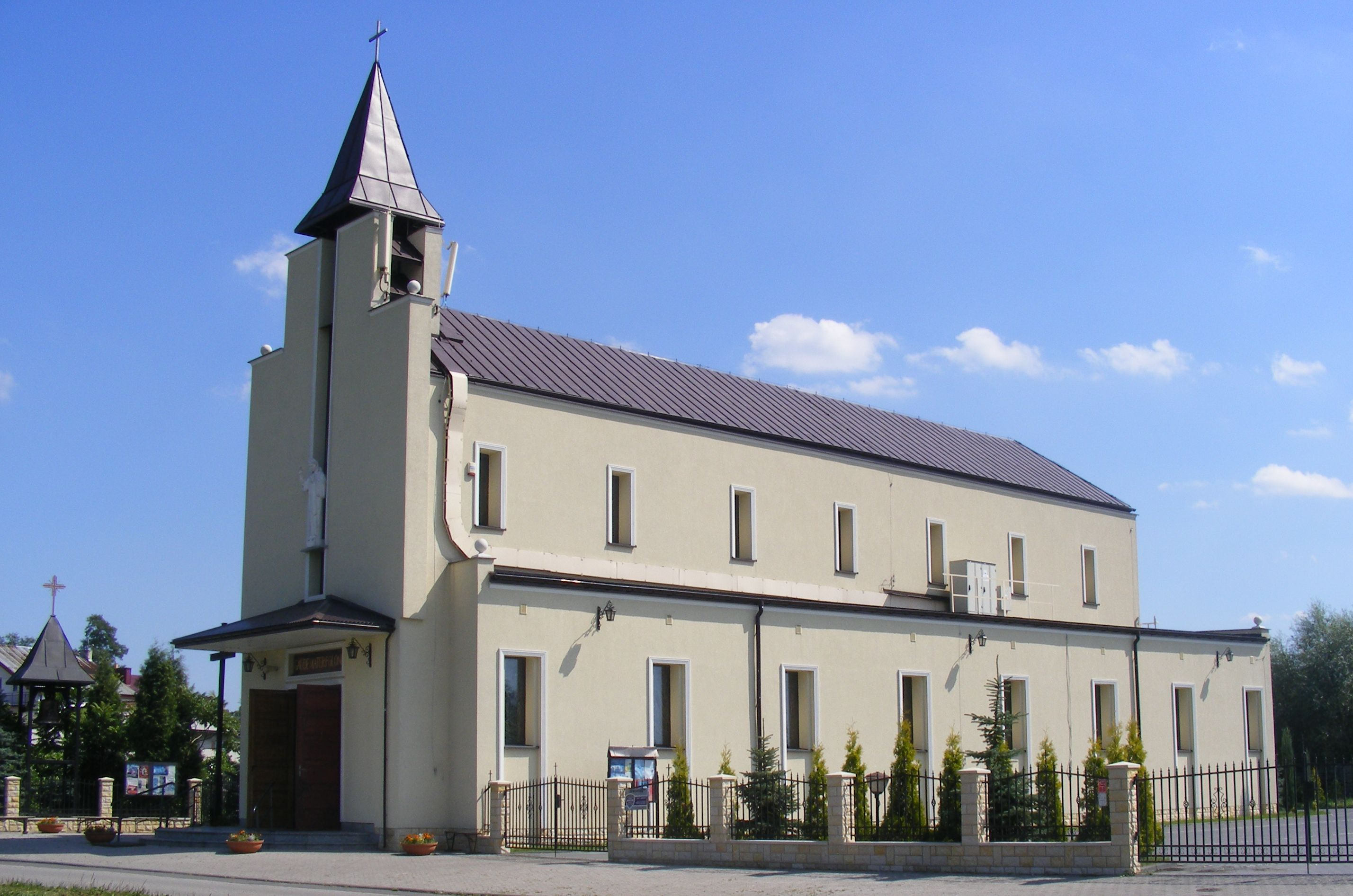
Kościół Rzymskokatolicki, ul. Maciejkowa

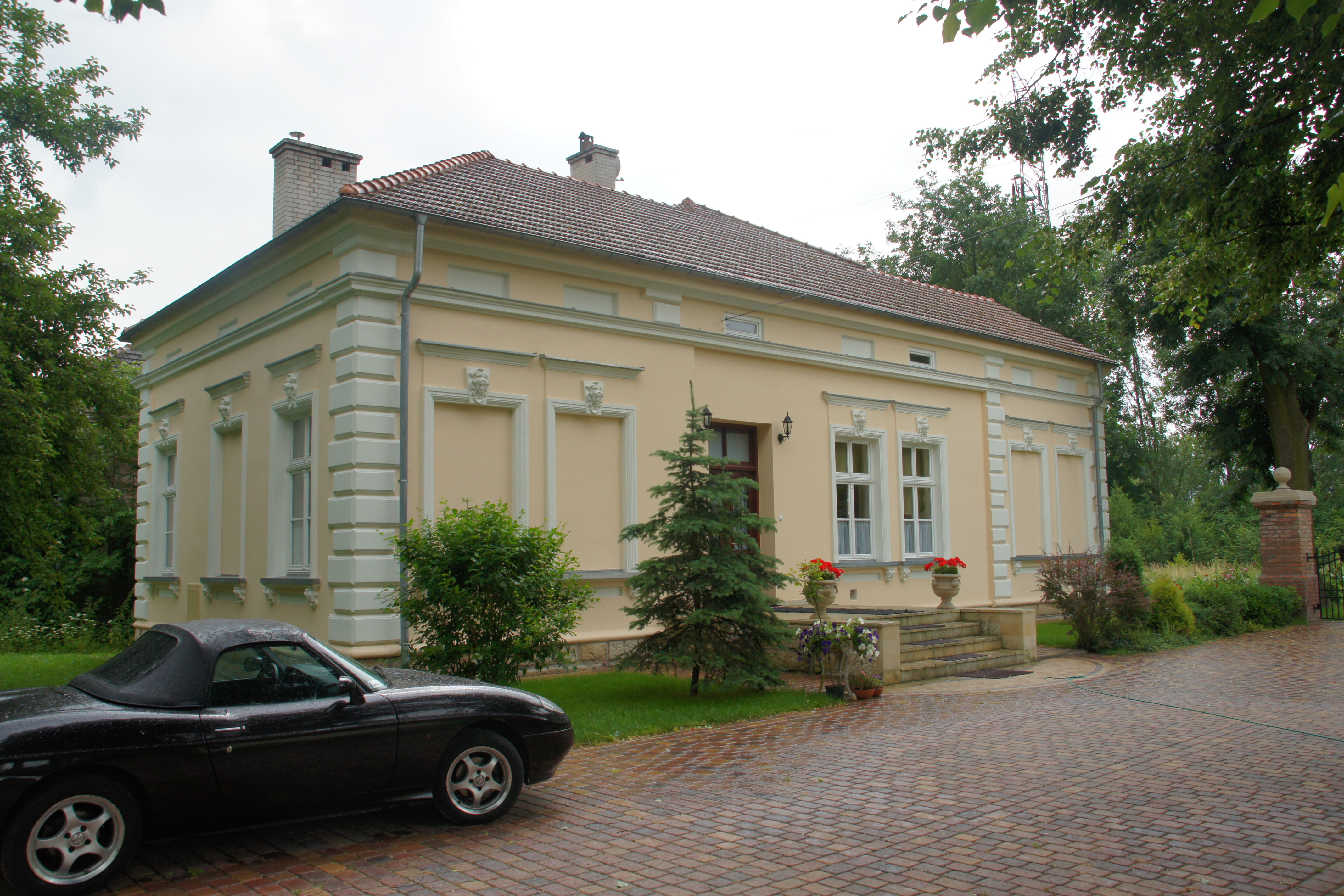
Dwór Kaczorówka

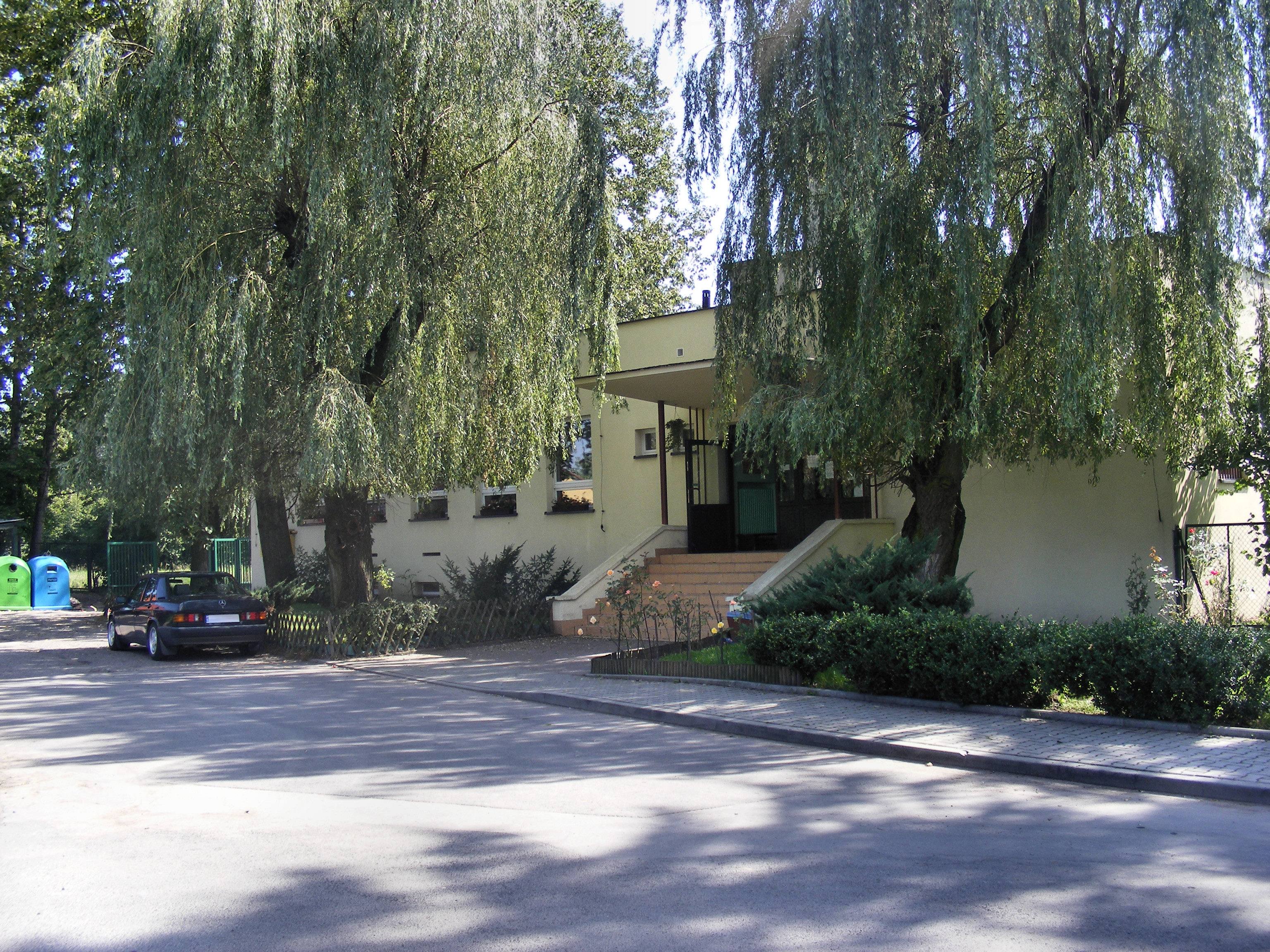
Szkoła Podstawowa nr 67, im. Władysława Łokietka

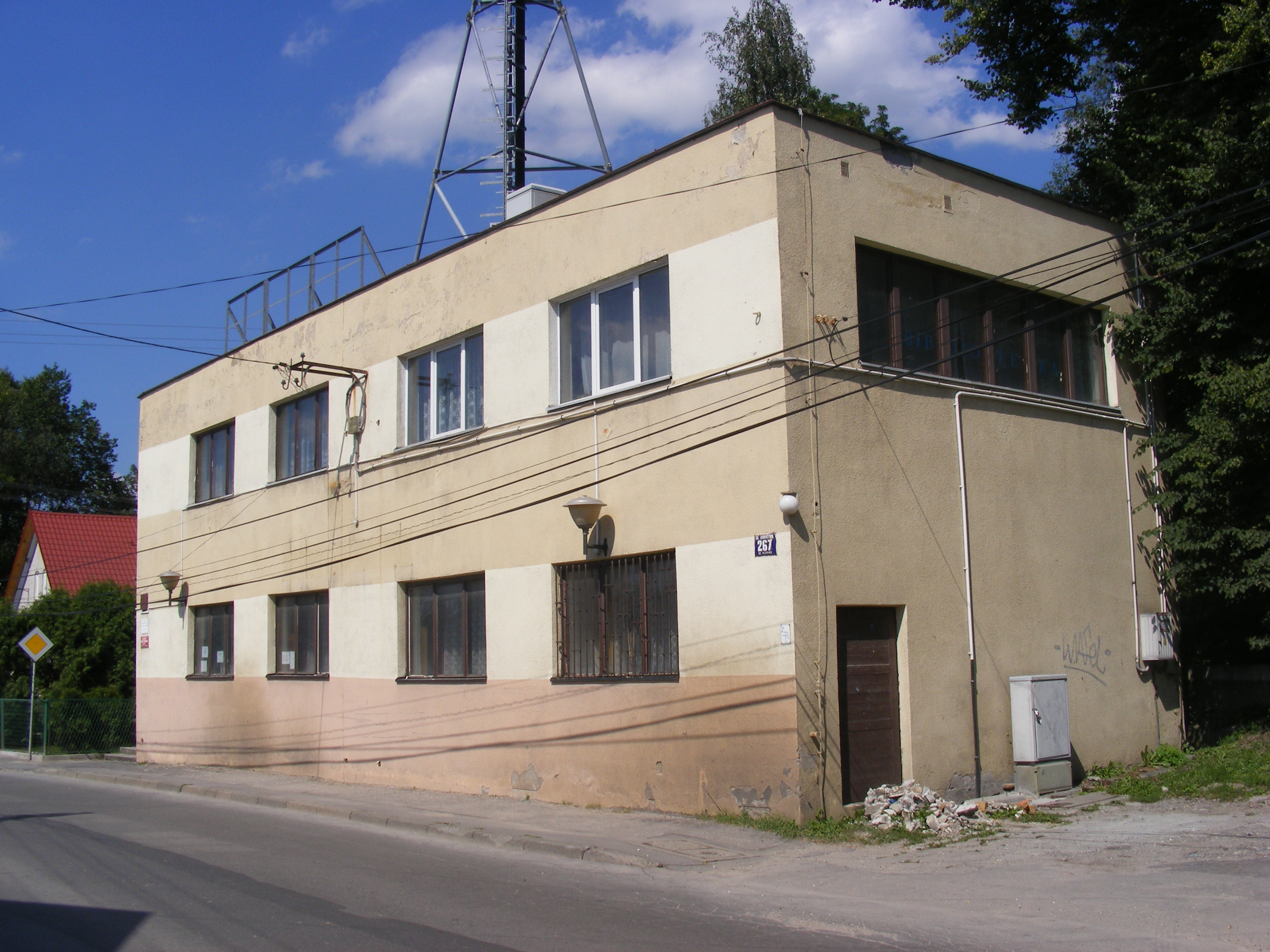
Dom kultury i Biblioteka

Tonie – obszar Krakowa wchodzący w skład Dzielnicy IV Prądnik Biały, dawna wieś podkrakowska, znajdująca się ok. 6 km na północny zachód od centrum Krakowa, przy dawnym trakcie przez Będzin na Śląsk (obecnie ul. Wł. Łokietka). Pierwotny, średniowieczny układ ulicowy wsi z niwowym rozłogiem pól jest już mocno zatarty, głównie poprzez intensywną urbanizację ostatnich dziesięcioleci.
Współcześnie Tonie znajdują się w granicach administracyjnych Krakowa, przyłączone w 1941 r. dekretem GG jako XXXVII dzielnica katastralna, obecnie w Dzielnicy IV Prądnik Biały, położone między Bronowicami Wielkimi a gminą Zielonki. Obszar Toń dzieli się na: Budzyń, Kaczorówkę, Kąty, Kopeć i Skotnicę, od których zapożyczono nazwy niektórych ulic.

## Etymologia nazwy
Tonie są nazwą dzierżawczą (odosobową) od imienia Tan (Than).
Istnieje też ludowa legenda tłumacząca nazwę osiedla. Według niej koń króla Władysława Łokietka ugrzązł w okolicznych bagnach. Liczni towarzysze podróży zaczęli szeptać między sobą, iż król tonie, i przekazywać informację dalej.

## Historia
Wieś po raz pierwszy wzmiankowana w 1224, kiedy archidiakon Mikołaj Mikuła podarował ją kapitule krakowskiej. W 1389 Władysław II Jagiełło przeniósł wieś z prawa polskiego na magdeburskie. Za czasów Długosza wieś była dzierżawiona przez kanonika krakowskiego Jakuba z Dębna. Na jej terenie znajdował się dwór kapitulny z folwarkiem, który w XVII wieku – zapewne po rozbudowie – nazywano pałacem. Przy wjeździe do dworu zachowała się ufundowana przez osiemnastowiecznego jego dzierżawcę figura św. Stanisława z Piotrowinem.
Pod koniec XVIII wieku wieś, na której obszarze wydobywano gips, będąca nadal własnością kapituły krakowskiej liczyła około 260 mieszkańców, 50 domów, dwór, karczmę i browar. W połowie XIX wieku było tu już ponad 500 mieszkańców, około 100 domów i jednoklasowa szkoła ludowa. W latach 1902–1912 we dworze mieszkał Lucjan Rydel z żoną Jadwigą Mikołajczykówną i w przynależącej do dworu stodole wystawił autorską wersję swojej sztuki Betlejem Polskie0.
W Toniach przez pewien czas mieszkał Stanisław Wyspiański.

## Infrastruktura
- kościół pw św. Stanisława Biskupa i Męczennika ze Szczepanowa (parafia – około 1300 osób [dane z 2006 r.])
- Szkoła Podstawowa nr 67 im. Władysława Łokietka
- Klub Kultury „Łokietek” – filia Centrum Kultury „Dworek Białoprądnicki”[3]
- Filia nr 19 Biblioteki Kraków[4]
- klub sportowy „Tonianka”
- Komenda Powiatowa Policji
- Oddział Prewencji Policji
- Ochotnicza Straż Pożarna[5]

## Zabytki
- Fort 44 „Tonie” wzniesiony w latach 1874-1880[1].